# جي. صموئيل فولر
جي. صموئيل فولر هو سياسي أمريكي، ولد في 15 يونيو 1874، وتوفي في 1961. نشط حزبياً في الحزب الجمهوري. وقد انتخب عضو جمعية ولاية نيويورك ‏ وانتخب عضو مجلس ولاية نيويورك ‏.